# Sarriko (métro de Bilbao)
Sarriko est une station de la section commune à la ligne 1 et à la ligne 2 du métro de Bilbao. Elle est située dans le quartier de Deusto, au sein du premier district de Bilbao, dans la province de Biscaye, communauté autonome du Pays basque, en Espagne.

## Situation sur le réseau
Établie en souterrain, la station Sarriko se trouve sur la section commune aux lignes 1 et 2 du métro de Bilbao, entre les stations San Inazio et Deusto.

Plan du métro de Bilbao.

## Histoire
La station est inaugurée le 11 novembre 1995, lors de la mise en service du premier tronçon du métro de Bilbao reliant Casco Viejo à Plentzia (L1).  
L’architecture de la station est remarquable : elle possède un vaste hall vitré au plafond élevé, qui laisse entrer abondamment la lumière naturelle, ce qui la distingue des autres stations conçues par l’architecte Norman Foster.  

## Services aux voyageurs

### Accès et accueil
La station dispose d’un vaste hall principal avec billetterie automatique, guichets d’information et portillons d’accès.  
Elle est équipée d’ascenseurs et d’escaliers mécaniques assurant une accessibilité complète aux personnes à mobilité réduite.  

### Desserte
Sarriko est desservie par les rames des lignes 1 et 2 du métro de Bilbao, avec une fréquence moyenne de 5 à 10 minutes en semaine et de 10 à 15 minutes le week-end.  

### Intermodalité
La station est en correspondance avec plusieurs lignes de bus urbains de la compagnie Bilbobus ainsi qu’avec les services interurbains d’Bizkaibus, facilitant l’accès aux autres quartiers de Bilbao et aux communes de la périphérie.  